# Linda Remixed
A Linda Remixed című album 2015. október 15-én megjelent kiadvány a Budabeats kiadó gondozásában, mely az 1983-ban bemutatott Linda televíziós sorozat főcímzenéjének remix változatait tartalmazza az eredeti Linda Theme című dallal együtt. A dal fizikai hanghordozón nem jelent meg, azt csupán online lehet megvásárolni, letölteni.

## Előzmények
A Linda című filmsorozat filmzenéje eddig semmilyen hivatalos formátumban nem volt elérhető, azt csupán a YouTubeon lehetett meghallgatni, azonban ezt az űrt pótolta 32 év után a Budabeats Records kiadó, mely megjelentette a filmzenét fekete korongon is 300 db-os limitált példányszámban.
A rég elfeledett főcímzene eredeti hanganyaga után kezdett nyomozni a Budabeats Records kiadó egyik munkatársa, Dj Bodoo, aki Gát György segítségével jutott el Vukán Györgyhöz még 2009-ben a filmzene után kutatva. Az eredeti mesterszalagról nem volt tudomás, azonban Vukán kérésre átadta a Linda főcímzenéjét orsós szalagon, melyet a garázsából halászott elő. A zeneszerző állítása szerint a főcímzene már korábban megjelent, azonban alapos utánajárás után ő is megerősítette, hogy nem történt meg eddig a kiadása. A szalagokon már a teljesen kész főcímzene és néhány a sorozatban hallható filmzene hallható, mely erre a lemezre is felkerült.

## Főcímzene-fordulat
Rota Francesco zenész, szerkesztő-műsorvezető 2019. október 25-én Soul History című zenés, zenetörténeti tematikus és portréműsorában mutatta be, hogy álláspontja szerint a Linda főcímzene alapjául szolgáló eredeti motívumot Frances Ruffino, a torontói Parry Music Library kiadó és könyvtár filmzeneszerző művésze komponálta, és az 1982-es Glamour & Romance music for films, tv, radio válogatáslemez A6 műremekeként csendült fel The Cool Look címen. Maga a lemez azon műsorok zenéit tartalmazza, melyek addigra népszerűvé váltak Amerikában, így legtöbb esetben az 1981-es év sikerei, tehát a Vukán György által 1983 második felében készített – véleménye szerint zseniálisan sikerült – Linda-főcímzene már feldolgozás.
- A teljes törtèneti ès összhangzattani elemzès a Soul History 160.adàsàban. mixcloud.com (2019. október 25.)
- A Budabeats Records alapìtòja, Pentelényi Pál - Dj Gandharva vèlemènye a fordulatròl a Soul History 168.adàsàban. mixcloud.com (2019. december 20.)
- A krimibe illő csavar az Index szemüvegèn keresztül. index.hu (2019. november 13.)

## Megjelenések
Digitális letöltés  Budabeats BUBE-027
1. Linda Original Theme 03:10
2. Linda Theme 2 07:55
3. Linda Theme 3 07:12
4. Linda (Mindig Más rejam) 05:39
5. Linda (Marcel tetthely remix) 06:28
6. Linda (Sirmo remix) 05:06
7. Linda (Kettő Kettő Tánczenekar remix) 03:17
8. Linda (Suhov remix) 02:45
9. Linda (Dj Bootsie remix) 05:37
10. Linda (BODOO X MRBL remix) 03:59